# Ludas, Heves
Ludas  este un sat în districtul Gyöngyös, județul Heves, Ungaria, având o populație de 825 de locuitori (2011). 

## Demografie
Componența etnică a satului Ludas
     Maghiari (91,53%)
     Romi (6,08%)
     Necunoscut (1,32%)
     Alții (1,06%)
Componența confesională a satului Ludas
     Romano-catolici (47,76%)
     Fără religie (14,06%)
     Reformați (3,64%)
     Atei (1,09%)
     Necunoscută (32,48%)
     Alte religii (2,79%)
Conform recensământului din 2011, satul Ludas avea 825 de locuitori. Din punct de vedere etnic, majoritatea locuitorilor (91,53%) erau maghiari, cu o minoritate de romi (6,08%). Apartenența etnică nu este cunoscută în cazul a 1,32% din locuitori. Nu există o religie majoritară, locuitorii fiind romano-catolici (47,76%), persoane fără religie (14,06%), reformați (3,64%) și atei (1,09%). Pentru 32,48% din locuitori nu este cunoscută apartenența confesională.